# Выборы главы администрации Липецкой области (2014)
Досрочные выборы главы администрации Липецкой области состоялись в Липецкой области 14 сентября 2014 года в единый день голосования. 
На 1 июля 2014 года в Липецкой области было зарегистрировано 952 434 избирателей (в 2013 — 956 416).

## Предшествующие события
Последние 16 лет, с апреля 1998 года, правительство Липецкой области возглавлял Олег Королёв (Единая Россия). На первый срок он был избран в 1998 году при поддержке КПРФ и лично Зюганова. Королев победил действующего губернатора Наролина, набрав 71,38% голосов. Срок полномочий составлял на 4 года. На выборах в 2002 года Королёв был избран на второй 4-летний срок, набрав 73% голосов при явке 42,88%.
В 2005 году по инициативе президента Владимира Путина выборы губернаторов в России были отменены, последние состоялись в феврале. С марта 2005 года губернаторы назначались региональными парламентами по представлению президента. Королёв поддержал это изменение: «Лично я рад, что мне больше не придется участвовать в выборах и быть объектом черного пиара» и уже в мае 2005 года досрочно поставил перед президентом вопрос о доверии (срок его полномочий истекал лишь в апреле 2006 года). Одновременно с этим, 26 мая 2005 года были внесены поправки в Устав Липецкой области, которыми был увеличен срок полномочий губернатора с 4 до 5 лет. Тогда же президент Путин представил кандидатуру Королёва в Липецкий областной Совет для утверждения в должности губернатора области. 28 мая 2005 депутаты большинством голосов (34 из 36) утвердили Королёва на новый, теперь уже 5-летний срок.
22 апреля 2010 года президент России Дмитрий Медведев предложил Липецкому областному Совету депутатов продлить срок полномочий губернатора региона Королёва на следующий 5-летний срок. 26 апреля депутаты на внеочередной сессии утвердили Королёва главой областной администрации на четвертый срок. Этот срок истекал лишь в апреле 2015 года, однако 12 мая 2014 года 62-летний Олег Королёв обратился к президенту Путину с просьбой о досрочной отставке ради переизбрания в сентябре 2014 года на новый 5-летний срок. Президент просьбу удовлетворил и 17 мая назначил Королёва врио главы администрации Липецкой области.

## Выдвижение
Период выдвижения продолжался с 23 июня по 23 июля. Все документы для регистрации и подписи муниципальных депутатов кандидаты должны были представить в избирком до 29 июля. 

## Кандидаты
Кандидатов на выборах губернатора выдвинули 8 партий. Было зарегистрировано 5 кандидатов.
| Кандидат            | Должность (на момент выдвижения)                                                                                                | Партия                                          | Статус                                                             |
| ------------------- | --- | ----------------------------------------------- | ------------------------------------------------------------------ |
| Олег Королёв        | врио губернатора Липецкой области                                                                                               | Единая Россия                                   | зарегистрирован                                                    |
| Иван Мягков         | председатель Липецкой областной организации Профессионального союза работников агропромышленного комплекса Российской Федерации | Аграрная партия России                          | зарегистрирован                                                    |
| Владимир Подгорный  | исполнительный директор некоммерческого партнёрства «Газэнергострой»                                                            | Партия пенсионеров России                       | зарегистрирован                                                    |
| Николай Разворотнев | депутат Госдумы | КПРФ                                            | отказано в регистрации, кандидат не преодолел муниципальный фильтр |
| Владимир Родионов   | технический директор ООО «Щит»                                                                                                  | Казачья партия Российской Федерации             | зарегистрирован                                                    |
| Вячеслав Телин      | индивидуальный предприниматель                                                                                                  | Российская партия народного управления          | отказано в регистрации, кандидат не преодолел муниципальный фильтр |
| Максим Халимончук   | коммерческий директор ООО «Стальнофф», депутат Липецкого областного Совета депутатов                                            | ЛДПР                                            | зарегистрирован                                                    |
| Людмила Яськова     | консультант в Липецком городском Совете депутатов                                                                               | Российская партия пенсионеров за справедливость | отказано в регистрации, кандидат не преодолел муниципальный фильтр |

По мнению местных политиков и экспертов, у Олега Королёва не было проблем с продлением полномочий. Представители оппозиции не скрывали, что господин Королёв — «явный фаворит». Представители Новолипецкого металлургического комбината не стали бросать вызов действующим властям. Минусом таких неконкурентных выборов являлась невысокая легитимность.
Планировавший выставить свою кандидатуру Сергей Валетов («Родина») отказался «участвовать в этом шоу и создавать иллюзию демократии» и призвал бойкотировать выборы.
Кандидат от КПРФ — первый секретарь липецкого обкома КПРФ и депутат Госдумы Николай Разворотнев не предоставил в срок собранные подписи в избирком, поскольку собрал примерно половину от необходимого количества подписей. В итоге он зарегистрирован не был. При этом Разворотнев заявил, что обратился в областной избирком и прокуратуру с жалобой на применение административного ресурса при сборе подписей муниципальных депутатов в пользу врио губернатора-единоросса Олега Королева.